# ميخائيل كوني
ميخائيل كوني (بالإنجليزية: Michael Cooney)‏ هو عازف قيثارة ومؤلف أمريكي، ولد في 1943.